# Bahnstrecke Heřmanův Městec–Borohrádek
| Kursbuchstrecke (SŽ): | 016                  |                                                           |                                                           |
| Streckenlänge: | 46,98 km             |                                                           |                                                           |
| Spurweite: | 1435 mm (Normalspur) |                                                           |                                                           |
| Streckenklasse: | C2                   |                                                           |                                                           |
| Maximale Neigung: | 17 ‰                 |                                                           |                                                           |
| Streckengeschwindigkeit: | 60 km/h              |                                                           |                                                           |
| |                      |                                                           |                                                           |
| \| \| \| von Vápenný Podol (vorm. StEG) \| \| \| \| 0,000 \| Heřmanův Městec früher Heřmanměstec \| Heřmanův Městec früher Heřmanměstec \| \| \| \| nach Přelouč (vorm. StEG) \| \| \| \| 3,193 \| Klešice früher Kleschitz \| Klešice früher Kleschitz \| \| \| 5,616 \| Rozhovice früher Rozhowitz \| Rozhovice früher Rozhowitz \| \| \| 8,151 \| Bylany früher Bielan \| Bylany früher Bielan \| \| \| \| Havlíčkův Brod–Pardubice \| \| \| \| \| von Chrudim (vorm. LB Chrudim–Holitz) \| \| \| \| 13,510 \| Chrudim město früher Chrudim Stadt \| Chrudim město früher Chrudim Stadt \| \| \| \| Chrudimka \| \| \| \| 16,770 \| Topol \| Topol \| \| \| 18,610 \| Tuněchody \| Tuněchody \| \| \| 19,650 \| Úhřetice früher Auřetitz \| Úhřetice früher Auřetitz \| \| \| 20,625 \| Vejvanovice früher Wejwanowitz \| Vejvanovice früher Wejwanowitz \| \| \| \| vlečka cukrovar \| \| \| \| 23,842 \| Hrochův Týnec früher Hrochowteinitz \| Hrochův Týnec früher Hrochowteinitz \| \| \| \| nach Chrast u Chrudimi (vorm. LB Chrudim–Holitz) \| \| \| \| \| Novohradka \| \| \| \| 25,954 \| Bořice früher Bořitz \| Bořice früher Bořitz \| \| \| \| von Praha Masarykovo n. (vorm. k.k. Nördliche Staatsbahn) \| \| \| \| \| Moravany früher Moravan \| \| \| \| \| von Česká Třebová (vorm. k.k. Nördliche Staatsbahn) \| \| \| \| \| Loučná \| \| \| \| 31,269 \| Platěnice früher Platěnitz \| Platěnice früher Platěnitz \| \| \| 33,654 \| Roveň \| Roveň \| \| \| 38,706 \| Holice früher Holitz \| Holice früher Holitz \| \| \| 42,390 \| Holice zastávka früher Alt Holitz \| Holice zastávka früher Alt Holitz \| \| \| \| von Choceň (vorm. StEG) \| \| \| \| 46,980 \| Borohrádek \| Borohrádek \| \| \| \| nach Meziměstí (vorm. StEG) \| \| |                      |                                                           |                                                           |
| Strecke |                      | von Vápenný Podol (vorm. StEG)                            | von Vápenný Podol (vorm. StEG)                            |
| Bahnhof | 0,000                | Heřmanův Městec früher Heřmanměstec                       | Heřmanův Městec früher Heřmanměstec                       |
| Abzweig geradeaus und nach links |                      | nach Přelouč (vorm. StEG)                                 | nach Přelouč (vorm. StEG)                                 |
| Haltepunkt / Haltestelle | 3,193                | Klešice früher Kleschitz                                  | Klešice früher Kleschitz                                  |
| Haltepunkt / Haltestelle | 5,616                | Rozhovice früher Rozhowitz                                | Rozhovice früher Rozhowitz                                |
| Haltepunkt / Haltestelle | 8,151                | Bylany früher Bielan                                      | Bylany früher Bielan                                      |
| Kreuzung geradeaus oben |                      | Havlíčkův Brod–Pardubice                                  | Havlíčkův Brod–Pardubice                                  |
| Abzweig geradeaus und von rechts |                      | von Chrudim (vorm. LB Chrudim–Holitz)                     | von Chrudim (vorm. LB Chrudim–Holitz)                     |
| Bahnhof | 13,510               | Chrudim město früher Chrudim Stadt                        | Chrudim město früher Chrudim Stadt                        |
| Brücke über Wasserlauf |                      | Chrudimka                                                 | Chrudimka                                                 |
| ehemaliger Haltepunkt / Haltestelle | 16,770               | Topol                                                     | Topol                                                     |
| Haltepunkt / Haltestelle | 18,610               | Tuněchody                                                 | Tuněchody                                                 |
| Haltepunkt / Haltestelle | 19,650               | Úhřetice früher Auřetitz                                  | Úhřetice früher Auřetitz                                  |
| Haltepunkt / Haltestelle | 20,625               | Vejvanovice früher Wejwanowitz                            | Vejvanovice früher Wejwanowitz                            |
| Abzweig geradeaus und ehemals nach rechts |                      | vlečka cukrovar                                           | vlečka cukrovar                                           |
| Bahnhof | 23,842               | Hrochův Týnec früher Hrochowteinitz                       | Hrochův Týnec früher Hrochowteinitz                       |
| Abzweig geradeaus und ehemals nach rechts |                      | nach Chrast u Chrudimi (vorm. LB Chrudim–Holitz)          | nach Chrast u Chrudimi (vorm. LB Chrudim–Holitz)          |
| Brücke über Wasserlauf |                      | Novohradka                                                | Novohradka                                                |
| Haltepunkt / Haltestelle | 25,954               | Bořice früher Bořitz                                      | Bořice früher Bořitz                                      |
| Abzweig geradeaus und von links |                      | von Praha Masarykovo n. (vorm. k.k. Nördliche Staatsbahn) | von Praha Masarykovo n. (vorm. k.k. Nördliche Staatsbahn) |
| Bahnhof |                      | Moravany früher Moravan                                   | Moravany früher Moravan                                   |
| Abzweig geradeaus und nach rechts |                      | von Česká Třebová (vorm. k.k. Nördliche Staatsbahn)       | von Česká Třebová (vorm. k.k. Nördliche Staatsbahn)       |
| Brücke über Wasserlauf |                      | Loučná                                                    | Loučná                                                    |
| Haltepunkt / Haltestelle | 31,269               | Platěnice früher Platěnitz                                | Platěnice früher Platěnitz                                |
| Haltepunkt / Haltestelle | 33,654               | Roveň                                                     | Roveň                                                     |
| Bahnhof | 38,706               | Holice früher Holitz                                      | Holice früher Holitz                                      |
| Haltepunkt / Haltestelle | 42,390               | Holice zastávka früher Alt Holitz                         | Holice zastávka früher Alt Holitz                         |
| Abzweig geradeaus und von rechts |                      | von Choceň (vorm. StEG)                                   | von Choceň (vorm. StEG)                                   |
| Bahnhof | 46,980               | Borohrádek                                                | Borohrádek                                                |
| Strecke |                      | nach Meziměstí (vorm. StEG)                               | nach Meziměstí (vorm. StEG)                               |

Die Bahnstrecke Heřmanův Městec–Borohrádek ist eine regionale Eisenbahnverbindung in Tschechien, die ursprünglich als landesgarantierte Lokalbahn Chrudim–Holitz erbaut und betrieben wurde. Sie verläuft von Heřmanův Městec über Chrudim und Moravany nach Borohrádek.
Nach einem Erlass der tschechischen Regierung ist die Strecke seit dem 20. Dezember 1995 als regionale Bahn („regionální dráha“) klassifiziert.

## Geschichte
Die Konzession für die „Lokalbahn von Heřman-Městec nach Borohradek mit Abzweigung von Hrochow Teinitz nach Chrast“ wurde am 26. Mai 1897 einem Konsortium der örtlichen Zuckerfabrikanten erteilt. Die Konzessionäre wurden verpflichtet, den Bau der Strecken sofort zu beginnen und binnen zwei Jahren fertigzustellen. Die Konzessionsdauer war auf 90 Jahre festgesetzt. Eröffnet wurde die Strecke Heřmanměstec–Borohráde am 26. September 1899. Den Betrieb führten die k.k. Staatsbahnen (kkStB) für Rechnung der Eigentümer aus.
Im Jahr 1912 wies der Fahrplan der Lokalbahn nur ein gemischtes Zugpaar 2. und 3. Klasse über die Gesamtstrecke aus. Der Zug benötigte für die 51 Kilometer etwa 3,5 Stunden. Weitere Züge bedienten die Teilstrecken Heřmanměstec–Chrudim Stadt (insgesamt vier Zugpaare) und Morawan–Borohradek (insgesamt drei Zugpaare).

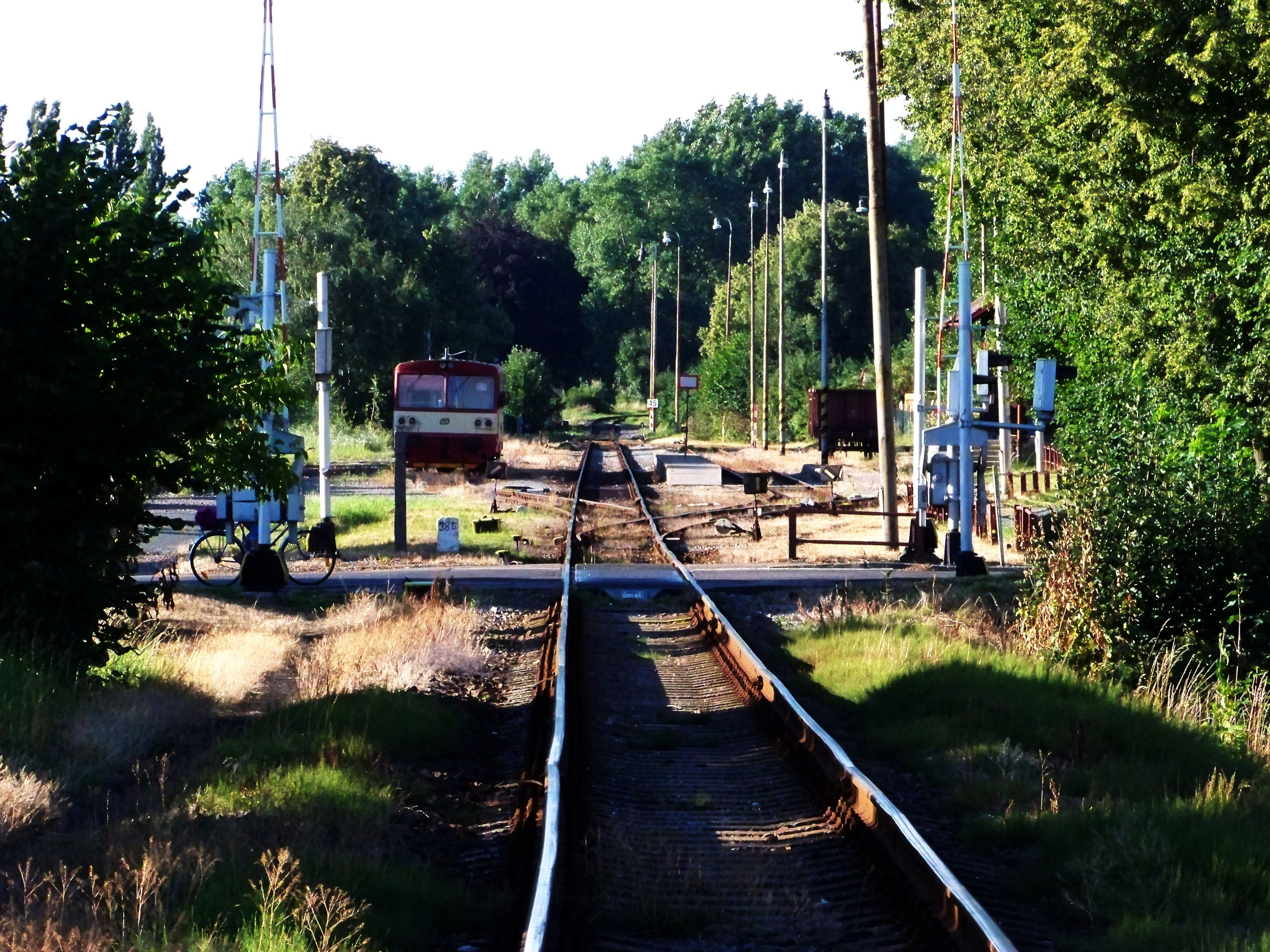
Bahnhof Holice (2011)

Nach dem Zerfall Österreich-Ungarns im Oktober 1918 ging die Betriebsführung an die neu gegründeten Tschechoslowakischen Staatsbahnen (ČSD) über. Am 1. Januar 1925 wurde die Lokalbahn Chrudim–Holitz verstaatlicht und die Strecke wurde ins Netz der ČSD integriert. Sie wurde fortan von der Staatsbahndirektion (Ředitelství státních drah) in Hradec Králové verwaltet.  
Die Indienststellung moderner Motorzüge durch die ČSD ermöglichte Ende der 1920er Jahre eine signifikante Verdichtung des Fahrplanes. Im Winterfahrplan von 1928/29 sind drei als Motorzug geführte Personenzugpaare verzeichnet, die zum Teil in der Relation Heřmanův Městec–Chrudim město–Chrudim durchgebunden waren. Ende der 1930er Jahre wurden fast alle Reisezüge als Motorzug gefahren. Der Winterfahrplan von 1937 verzeichnete bis zu acht Zugpaare, wovon allerdings keines mehr durchgehend die Gesamtstrecke befuhr.
Im Zweiten Weltkrieg lag die Strecke zur Gänze im Protektorat Böhmen und Mähren. Betreiber waren jetzt die Protektoratsbahnen Böhmen und Mähren (ČMD-BMB). Kriegsbedingt kam es nun zu einer Reduzierung der Zugfahrten. Am 9. Mai 1945 kam die Strecke wieder vollständig zu den ČSD.
Am 1. Januar 1993 ging die Strecke im Zuge der Auflösung der Tschechoslowakei an die neu gegründeten České dráhy (ČD) über. Seit 2003 gehört sie zum Netz des staatlichen Infrastrukturbetreibers Správa železniční dopravní cesty (SŽDC). Am 11. Dezember 2010 wurde der Reiseverkehr zwischen Heřmanův Městec und Chrudim město eingestellt.
Zum Fahrplanwechsel am 11. Dezember 2011 bestellte der ÖPNV-Aufgabenträger Pardubický kraj auch den Personenverkehr zwischen Holice und Borohrádek im Rahmen einer Optimierung („optimalizace“) des öffentlichen Nahverkehrs ab. Ab dem 14. Dezember 2014 verkehrten auf diesem Abschnitt erneut Züge, ab dem 10. Juni 2018 ist der Verkehr wiederum eingestellt.
Im Jahresfahrplan 2017 wurde die Strecke werktags außer samstags im Zweistundentakt von den Personenzügen der Relation Chrudim–Moravany bedient, an Wochenenden verkehrten weniger Züge. Zwischen Moravany und Holice bestand ein von Montag bis Freitag verdichteter Zweistundentakt, zwischen Holice und Borohrádek verkehrten werktags außer samstags sechs, wochenends drei Zugpaare mit teils guten, teils schlechten Anschlüssen in Holice an die Züge der Relation Moravany–Holice.